# Kroksjön (Lenhovda socken, Småland)
Kroksjön är en sjö i Uppvidinge kommun i Småland och ingår i Alsteråns huvudavrinningsområde.